# Ардов, Виктор Ефимович
Ви́ктор Ефи́мович А́рдов (при рождении — Виктор Хаимович Зигберман; 8 (21) октября 1900, Воронеж, Российская империя — 26 февраля 1976, Москва, РСФСР, СССР) — русский советский писатель-сатирик, драматург, сценарист, публицист и карикатурист.

## Биография
Родился 8 (21) октября 1900 года в Воронеже в семье инженера-железнодорожника, выпускника Ровенского реального училища (1889) и Харьковского технологического института Ефима Марковича (Хаима Мееровича) Зигбермана, уроженца Новой Ушицы (Подольской губернии), в ту пору члена хозяйственного правления Воронежской еврейской общины, позже также члена конституционно-демократической партии. Мать — Евгения Моисеевна Зигберман (урождённая Вольпян, во втором браке Хайкина; 1881, Вильна — после 1944); дед по материнской линии — провизор Моисей Гиршевич Вольпян, уроженец Вильны — владел в Воронеже аптекарским магазином и Старо-Московской аптекой, дядя — Герасим Моисеевич Вольпян (1883—?), выпускник медицинского факультета Императорского Харьковского университета — открыл в 1912 году зубоврачебную лечебницу.
В 1918 году окончил Воронежскую Первую мужскую гимназию и был зачислен студентом на юридический факультет Воронежского университета, но в том же году переехал вместе с родителями в Москву (семья жила в доме № 29 на Пречистенском бульваре). Работал актёром и конферансье в кабаре «Нерыдай». В 1925 году окончил экономический факультет московского Института народного хозяйства имени Г. В. Плеханова.
С 1921 года начал публиковать собственные карикатуры с сопроводительным текстом в журнале «Зрелища» и впоследствии иллюстрировал свои сатирические сборники сам. Регулярно печатался в сатирических изданиях «Крокодил» и «Красный перец»; вместе с Л. В. Никулиным написал комедии «Склока» и «Статья 114-я уголовного кодекса» (обе — 1926), «Таракановщина» (1929), с В. З. Массом — комедию «Именинница» (поставлена Московским театром сатиры в 1924 году), самостоятельно — комедию «Мелкие козыри» (1937); писал юмористические монологи для эстрадных артистов (В. Я. Хенкина, Р. В. Зелёной, А. И. Райкина, Б. Я. Петкера и других). С 1927 года заведовал литературной частью Ленинградского театра сатиры (с 1929 года — Ленинградский театр комедии).
В мае 1942 года ушёл добровольцем на фронт, в звании интенданта 2 ранга (с лета 1943 года — майора административной службы) служил в фронтовой газете «Вперёд к победе!», награждён орденом «Красной Звезды» (1943), в сентябре 1944 года был ранен.
На Высших курса сценаристов и режиссёров проводил занятия по технологии комических жанров драматургии.
Виктор Ардов — автор более 40 сборников юмористической прозы (рассказов, фельетонов, театральных скетчей, очерков), киносценариев к фильмам «Светлый путь» (1940) и «Счастливый рейс» (Машина 22—12, 1949), теоретических работ по технике разговорного жанра на эстраде и в цирке. Посмертно была издана книга воспоминаний «Этюды к портретам» (1983) о В. В. Маяковском, М. А. Булгакове, А. А. Ахматовой, М. М. Зощенко, И. А. Ильфе, Е. П. Петрове, М. А. Светлове, Ю. К. Олеше, М. Е. Кольцове, И. В. Ильинском, Ф. Г. Раневской и других (переиздана под названием «Великие и смешные» в 2005 году).
Виктор Ардов был дружен с рядом литераторов и деятелей российской культуры, которые подолгу жили в его квартире 13 в доме № 17 на Большой Ордынке в Москве. В их числе И. А. Бродский, А. И. Солженицын, М. М. Зощенко, Б. Л. Пастернак, М. И. Цветаева, А. А. Тарковский, Ф. Г. Раневская и другие. Особенно близка с семьёй Ардовых была А. А. Ахматова, которая останавливалась в их доме во время своих визитов в Москву в 1934—1966 годах. Теперь во дворе дома Ардовых в Москве установлен памятник Анне Ахматовой.
Умер в Москве 26 февраля 1976 года. Похоронен на 4-м участке Преображенского кладбища.

## Происхождение псевдонима
Согласно одной версии, предками Виктора Зигбермана с одной стороны были ашкеназы, с другой — сефарды. Вначале он решил взять псевдоним Сефардов, а потом первые три буквы отпали, и получилось Ардов.

## Семья
- Первая жена — Ирина Константиновна Иванова[26][27].
- Вторая жена (с 1933 года) — актриса Нина Антоновна Ольшевская (1908—1991).
  - Сыновья — актёр и режиссёр-мультипликатор Борис Викторович Ардов и литератор-мемуарист, протоиерей Михаил Викторович Ардов. Пасынок — народный артист СССР Алексей Владимирович Баталов.
    - Внучки — актриса Анна Борисовна Ардова, дизайнер Нина Борисовна Ардова.
      - Правнуки — актёры Антон Шаврин и Соня Ардова.
- Брат — Марк Ефимович Зигберман (1904—?), врач-хирург[28], гимнаст[29], работник МинЗдрава СССР, автор работ «Как гимнаст должен ухаживать за своими руками» (1938), «Основные данные по составлению и разбору вольных движений» (1938) и других[30][31], участник Советско-финляндской и Великой Отечественной войн (начальник санчасти полка, военврач 3 ранга, капитан медицинской службы)[32].
- Сводные (от второго брака матери) и одновременно троюродные братья — Борис Эммануилович Хайкин, дирижёр; Семён Эммануилович Хайкин, физик[33].
- Двоюродный брат — шахматный теоретик, шахматист и историк шахмат, международный мастер ИКЧФ Яков Исаевич Нейштадт (1923—2023)[34][35].
- Дядя (муж сестры матери) — историк, ректор МГУ (1921—1925), академик Вячеслав Петрович Волгин[36].